# Deutsche Vinylcharts
Die deutschen Vinylcharts (zurzeit Top 20 Vinyl-Charts) ist eine Hitparade des Marktforschungsunternehmens GfK Entertainment, die aktuell monatlich veröffentlicht wird. Sie gelten als offizielle Vinylcharts in Deutschland.

## Hintergrund
Die deutschen Vinylcharts werden im Auftrag des Bundesverband Musikindustrie (BVMI) vom deutschen Marktforschungsunternehmen GfK Entertainment ermittelt. In die Hitliste fließen dabei die Verkäufe aller Vinylschallplatten aus dem stationären Fachhandel, den Musikfachabteilungen der Elektro- und Drogeriemärkte sowie aus dem Versandhandel. Es handelt sich hierbei um „Repertoire-Charts“. Dabei bilden sie einen Auszug aus den regulären deutschen Albumcharts ab, in denen Verkäufe unabhängig von jeglichen Repertoire-Segmenten erfasst werden. Bei den Vinylcharts handelt sich nicht nur um Repertoire-Charts, sondern ebenso um „Artist-Charts“, das heißt Sampler werden nicht berücksichtigt. Eine parallele Platzierung eines Produktes sowohl in den Albumcharts als auch in den Vinylcharts ist daher nicht nur grundsätzlich möglich, sondern ist bei sich stark verkaufenden Produkten die Regel.
Die Einführung der Vinylcharts erfolgte als Top-20-Hitparade im Oktober 2015. Die Publikation erfolgt fortan stets im Folgemonat für den zurückliegenden Chartbemessungszeitraum. Mit der Einführung dieser Chartliste reagierten die Chartsermittler auf den bis dato anhaltenden Aufschwung der Schallplatte. Allein in den ersten drei Quartalen von 2015 wurden rund 1,4 Millionen Vinyl-Alben gekauft. Damit stieg der Umsatz im Vergleich zum Vorjahreszeitraum um 25 Prozent um machte 3,1 Prozent am Gesamtmarkt aus. Dr. Mathias Giloth, Geschäftsführer der GfK Entertainment, sagte hierzu: „Die Schallplatte kehrt zurück – und das in Zeiten von Musikstreaming, Download und Social Media! Nach einem ersten, erfolgreichen Test zum Record Store Day im Frühjahr freuen wir uns, die Offiziellen Deutschen Vinylcharts nun auf regelmäßiger Basis zu ermitteln.“ Laut Angaben der GfK Entertainment decken sie 90 Prozent der deutschen Musikverkäufe ab. Großbritannien hatte bereits im April dieses Jahres die Vinylcharts eingeführt, allerdings mit einer wöchentlichen Erhebung.
Der Aufwärtstrend der Schallplatte in Deutschland führte sich im Folgejahr fort, innerhalb der ersten neun Monate 2016 wurden bereits so viele Schallplatten verkauft wie im gesamten Jahr 2015. Insgesamt gingen zwischen Januar und September 2016 2,1 Millionen Vinyl-Alben über die Ladentische, 50 Prozent mehr als im Vorjahreszeitraum. Entsprechend hoch war das Umsatzplus: 47 Millionen Euro wurden durch die Vinyl-Verkäufe in den ersten drei Quartalen generiert, ein Wachstum von rund 49 Prozent (4,3 Prozent des Branchenumsatzes). Die Schallplatte führt damit den im Jahr 2007 begonnenen Aufwärtstrend fort. Bis Ende des Jahres gingen insgesamt 3,3 Millionen Vinylplatten über die Ladentische, was einem Umsatzanteil von 4,6 Prozent am Gesamtmarkt bedeutete. 2018 waren die Erlöse hierzulande erstmals leicht rückläufig. Die Vinyl-Veröffentlichungen erzielten in diesem Jahr einen Umsatz von 70 Millionen Euro, rund vier Millionen Euro beziehungsweise 5,2 Prozent weniger als im Vorjahr. Es wurden 2018 insgesamt 3,1 Millionen Schallplatten vertrieben, was einem Umsatzanteil von 4,4 Prozent am Gesamtmarkt bedeutete.

## Liste der Nummer-eins-Alben in den Vinylcharts

### Monatliche Chartauswertung
Die folgende Liste beinhaltet alle Spitzenreiter seit Einführung der Vinylcharts. Mit The Book of Souls schaffte es die britische Rockband Iron Maiden sich als erstes an der Chartspitze dieser Hitparade zu platzieren. In der Regel konnten sich die meisten Alben lediglich einen Monat an der Chartspitze halten, nur die Alben Blackstar (David Bowie), Blue & Lonesome (The Rolling Stones), Hackney Diamonds (The Rolling Stones), Puro amor (Broilers) und Voyage (ABBA) konnten sich zwei Monate am Stück an der Spitzenposition platzieren. Taylor Swifts The Tortured Poets Department ist das einzige Album, dass sich drei Mal an der Chartspitze platzieren konnte. Die deutsche Rockband Die Toten Hosen schaffte es seinerzeit als erstes mit einem zweiten Album an die Chartspitze. Insgesamt zwei Nummer-eins-Alben landeten bislang AnnenMayKantereit, die Beatles, Billie Eilish, Böhse Onkelz, Broilers, Casper, Deep Purple, Depeche Mode, Feine Sahne Fischfilet, Ghost, David Gilmour, K.I.Z und Lady Gaga. Die Ärzte, Ozzy Osbourne, Taylor Swift und Die Toten Hosen konnten drei Alben an der Chartspitze platzieren. Die erfolgreichsten Bands in den Vinylcharts sind Rammstein und die Rolling Stones, die vier verschiedene Alben an der Chartspitze platzieren konnte. Die Rolling Stones konnten sich darüber hinaus sechs Monatsausgaben an der Spitzenposition halten, solange wie kein anderer.
| 2015 | 2016 |
| --- | --- |
| - Iron Maiden – The Book of Souls - 1 Monat (September) - Kamasi Washington – The Epic - 1 Monat (Oktober) - Böhse Onkelz – Nichts ist für die Ewigkeit – Live am Hockenheimring 2014 - 1 Monat (November) - Rammstein – XXl – The Vinyl Box Set - 1 Monat (Dezember) | - David Bowie – Blackstar - 2 Monate (Januar – Februar) - AnnenMayKantereit – Alles nix Konkretes - 1 Monat (März) - Moderat – III - 1 Monat (April) - Udo Lindenberg – Stärker als die Zeit - 1 Monat (Mai) - Radiohead – A Moon Shaped Pool - 1 Monat (Juni) - Biffy Clyro – Ellipsis - 1 Monat (Juli) - Beginner – Advanced Chemistry - 1 Monat (August) - Nick Cave and the Bad Seeds – Skeleton Tree - 1 Monat (September) - Opeth – Sorceress - 1 Monat (Oktober) - Metallica – Hardwired…to Self-Destruct - 1 Monat (November) - The Rolling Stones – Blue & Lonesome - 2 Monate (Dezember 2016 – Januar 2017)                                                                  |
| 2017 | 2018 |
| - The Rolling Stones – Blue & Lonesome - 2 Monate (Dezember 2016 – Januar 2017) - Broilers – (sic!) - 1 Monat (Februar) - Depeche Mode – Spirit - 1 Monat (März) - Deep Purple – inFinite - 1 Monat (April) - Die Toten Hosen – Laune der Natur - 1 Monat (Mai) - Roger Waters – Is This the Life We Really Want? - 1 Monat (Juni) - Arcade Fire – Everything Now - 1 Monat (Juli) - Queens of the Stone Age – Villains - 1 Monat (August) - Beatsteaks – Yours - 1 Monat (September) - David Gilmour – Live at Pompeii - 1 Monat (Oktober) - Peter Maffay – MTV Unplugged - 1 Monat (November) - U2 – Songs of Experience - 1 Monat (Dezember) | - Feine Sahne Fischfilet – Sturm & Dreck - 1 Monat (Januar) - Melody Gardot – Live in Europe - 1 Monat (Februar) - Frei.Wild – Rivalen und Rebellen - 1 Monat (März) - Die Fantastischen Vier – Captain Fantastic - 1 Monat (April) - Yung Hurn – 1220 - 1 Monat (Mai) - Ghost – Prequelle - 1 Monat (Juni) - John Coltrane – Both Directions at Once: The Lost Album - 1 Monat (Juli) - Doro – Warriors / Forever United - 1 Monat (August) - Paul McCartney – Egypt Station - 1 Monat (September) - Die Toten Hosen – Ein kleines bißchen Horrorschau - 1 Monat (Oktober) - The Beatles – The Beatles - 1 Monat (November) - AnnenMayKantereit – Schlagschatten - 1 Monat (Dezember) |
| 2019 | |
| - Dendemann – Da nich für! - 1 Monat (Januar) - Die Ärzte – They’ve Given Me Schrott! – Die Outtakes - 1 Monat (Februar) - Alphaville – Forever Young - 1 Monat (März) - Fler – Colucci - 1 Monat (April) - Rammstein – Unbetitelt - 1 Monat (Mai) - Bruce Springsteen – Western Stars - 1 Monat (Juni) - Donots – Silverhochzeit - 1 Monat (Juli) - Slipknot – We Are Not Your Kind - 1 Monat (August) - The Beatles – Abbey Road - 1 Monat (September) - Kummer – Kiox - 1 Monat (Oktober) - Faber – I Fucking Love My Life - 1 Monat (November) - The Who – Who - 1 Monat (Dezember)                                                         | |

| 2020 | 2021 |
| --- | --- |
| - Turbostaat – Uthlande - 1 Monat (Januar) - Ozzy Osbourne – Ordinary Man - 1 Monat (Februar) - Böhse Onkelz – Böhse Onkelz - 1 Monat (März) - Nightwish – Human. :II: Nature. - 1 Monat (April) - Paradise Lost – Obsidian - 1 Monat (Mai) - Lady Gaga – Chromatica - 1 Monat (Juni) - Bob Dylan – Rough and Rowdy Ways - 1 Monat (Juli) - Deep Purple – Whoosh! - 1 Monat (August) - The Rolling Stones – Goats Head Soup - 1 Monat (September) - Die Ärzte – Hell - 1 Monat (Oktober) - AC/DC – Power Up - 1 Monat (November) - Rammstein – Herzeleid - 1 Monat (Dezember) | - Asphyx – Necroceros - 1 Monat (Januar) - Foo Fighters – Medicine at Midnight - 1 Monat (Februar) - Alice Cooper – Detroit Stories - 1 Monat (März) - Broilers – Puro amor - 1 Monat (April, insgesamt 2 Monate) - K.I.Z – Rap über Hass - 1 Monat (Mai) - Helloween – Helloween - 1 Monat (Juni) - Danger Dan – Das ist alles von der Kunstfreiheit gedeckt - 1 Monat (Juli) - Billie Eilish – Happier Than Ever - 1 Monat (August) - Die Ärzte – Dunkel - 1 Monat (September) - The Rolling Stones – Tattoo You - 1 Monat (Oktober) - ABBA – Voyage - 2 Monate (November – Dezember)                                                     |
| 2022 | 2023 |
| - Tocotronic – Nie wieder Krieg - 1 Monat (Januar) - Casper – Alles war schön und nichts tat weh - 1 Monat (Februar) - Placebo – Never Let Me Go - 1 Monat (März) - Red Hot Chili Peppers – Unlimited Love - 1 Monat (April) - Rammstein – Zeit - 1 Monat (Mai) - Porcupine Tree – Closure/Continuation - 1 Monat (Juni) - Cro – Raop - 1 Monat (Juli) - Tool – Fear Inoculum - 1 Monat (August) - Ozzy Osbourne – Patient Number 9 - 1 Monat (September) - Taylor Swift – Midnights - 1 Monat (Oktober) - Broilers – Puro amor - 1 Monat (November, insgesamt 2 Monate) - Sido – Paul - 1 Monat (Dezember) | - Iggy Pop – Every Loser - 1 Monat (Januar) - Deichkind – Neues vom Dauerzustand - 1 Monat (Februar) - Depeche Mode – Memento Mori - 1 Monat (März) - Metallica – 72 Seasons - 1 Monat (April) - Ed Sheeran – - - 1 Monat (Mai) - Die Toten Hosen – Opel-Gang - 1 Monat (Juni) - Taylor Swift – Speak Now - 1 Monat (Juli) - Samy Deluxe – Hochkultur 2 - 1 Monat (August) - Olivia Rodrigo – Guts - 1 Monat (September) - The Rolling Stones – Hackney Diamonds - 1 Monat (Oktober, insgesamt 2 Monate) - Casper – Nur Liebe, immer. - 1 Monat (November) - The Rolling Stones – Hackney Diamonds - 1 Monat (Dezember, insgesamt 2 Monate) |
| 2024 | 2025 |
| - OG Keemo – Fieber - 1 Monat (Januar) - Giant Rooks – How Have You Been? - 1 Monat (Februar) - Judas Priest – Invincible Shield - 1 Monat (März) - Taylor Swift – The Tortured Poets Department - 1 Monat (April, insgesamt 3 Monate) - Billie Eilish – Hit Me Hard and Soft - 1 Monat (Mai) - K.I.Z – Görlitzer Park - 1 Monat (Juni) - Taylor Swift – The Tortured Poets Department - 1 Monat (Juli, insgesamt 3 Monate) - Sabrina Carpenter – Short n’ Sweet - 1 Monat (August) - David Gilmour – Luck and Strange - 1 Monat (September) - Coldplay – Moon Music - 1 Monat (Oktober) - Linkin Park – From Zero - 1 Monat (November) - Taylor Swift – The Tortured Poets Department - 1 Monat (Dezember, insgesamt 3 Monate) | - Moses Pelham – Letzte Worte - 1 Monat (Januar) - Kendrick Lamar – GNX - 1 Monat (Februar) - Lady Gaga – Mayhem - 1 Monat (März) - Ghost – Skeletá - 1 Monat (April) - Pink Floyd – Pink Floyd: Live at Pompeii – MCMLXXII - 1 Monat (Mai) - Feine Sahne Fischfilet – Wir kommen in Frieden - 1 Monat (Juni) - Ozzy Osbourne – See You on the Other Side - 1 Monat (Juli) |

### Jahrescharts
| 2016 - Platz 1: David Bowie – Blackstar - Platz 2: Metallica – Hardwired…to Self-Destruct - Platz 3: The Rolling Stones – Blue & Lonesome 2017 - Platz 1: Die Toten Hosen – Laune der Natur - Platz 2: Rammstein – Rammstein: Paris - Platz 3: The Beatles – Sgt. Pepper’s Lonely Hearts Club Band 2018 - Platz 1: The Beatles – The Beatles - Platz 2: Pink Floyd – Pulse - Platz 3: Yung Hurn – 1220 2019 - Platz 1: Rammstein – Unbetitelt - Platz 2: Fler – Colucci - Platz 3: Queen – Greatest Hits 2020 - Platz 1: AC/DC – Power Up - Platz 2: Die Ärzte – Hell - Platz 3: Bruce Springsteen – Letter to You | 2021 - Platz 1: ABBA – Voyage - Platz 2: Die Ärzte – Dunkel - Platz 3: Adele – 30 2022 - Platz 1: Rammstein – Zeit - Platz 2: Taylor Swift – Midnights - Platz 3: Die Toten Hosen – Alles aus Liebe: 40 Jahre Die Toten Hosen 2023 - Platz 1: The Rolling Stones – Hackney Diamonds - Platz 2: Taylor Swift – 1989 (Taylor’s Version) - Platz 3: Depeche Mode – Memento Mori 2024 - Platz 1: Taylor Swift – The Tortured Poets Department - Platz 2: Linkin Park – From Zero - Platz 3: Billie Eilish – Hit Me Hard and Soft |